# Grand Prix Indie 2011
Grand Prix Indie 2011 (2011 Formula 1 Airtel Indian Grand Prix), 17. závod 62. ročníku mistrovství světa jezdců Formule 1 a 53. ročníku poháru konstruktérů, historicky již 857. grand prix se odehrála na okruhu Buddh International Circuit.

## Výsledky

### Kvalifikace
| Pořadí                | Číslo | Jezdec             | Tým                  | 1. část  | 2. část  | 3. část  | Start |
| --------------------- | ----- | ------------------ | -------------------- | -------- | -------- | -------- | ----- |
| 1                     | 1     | Sebastian Vettel   | Red Bull-Renault     | 1:26.218 | 1:24.657 | 1:24.178 | 1     |
| 2                     | 3     | Lewis Hamilton     | McLaren-Mercedes     | 1:26.563 | 1:25.019 | 1:24.474 | 5     |
| 3                     | 2     | Mark Webber        | Red Bull-Renault     | 1:26.473 | 1:25.282 | 1:24.508 | 2     |
| 4                     | 5     | Fernando Alonso    | Ferrari              | 1:26.774 | 1:25.158 | 1:24.519 | 3     |
| 5                     | 4     | Jenson Button      | McLaren-Mercedes     | 1:26.225 | 1:25.299 | 1:24.950 | 4     |
| 6                     | 6     | Felipe Massa       | Ferrari              | 1:27.012 | 1:25.522 | 1:25.122 | 6     |
| 7                     | 8     | Nico Rosberg       | Mercedes             | 1:26.364 | 1:25.555 | 1:25.451 | 7     |
| 8                     | 14    | Adrian Sutil       | Force India-Mercedes | 1:26.271 | 1:26.140 | bez času | 8     |
| 9                     | 18    | Sébastien Buemi    | Toro Rosso-Ferrari   | 1:26.608 | 1:26.161 | bez času | 9     |
| 10                    | 19    | Jaime Alguersuari  | Toro Rosso-Ferrari   | 1:26.557 | 1:26.319 | bez času | 10    |
| 11                    | 10    | Vitalij Petrov     | Renault              | 1:26.189 | 1:26.319 |          | 16    |
| 12                    | 7     | Michael Schumacher | Mercedes             | 1:26.790 | 1:26.337 |          | 11    |
| 13                    | 15    | Paul di Resta      | Force India-Mercedes | 1:26.864 | 1:26.503 |          | 12    |
| 14                    | 12    | Pastor Maldonado   | Williams-Cosworth    | 1:26.829 | 1:26.537 |          | 13    |
| 15                    | 9     | Bruno Senna        | Renault              | 1:26.766 | 1:26.651 |          | 14    |
| 16                    | 11    | Rubens Barrichello | Williams-Cosworth    | 1:27.479 | 1:27.247 |          | 15    |
| 17                    | 17    | Sergio Pérez       | Sauber-Ferrari       | 1:27.249 | 1:27.562 |          | 20    |
| 18                    | 16    | Kamui Kobajaši     | Sauber-Ferrari       | 1:27.876 |          |          | 17    |
| 19                    | 20    | Heikki Kovalainen  | Lotus-Renault        | 1:28.565 |          |          | 18    |
| 20                    | 21    | Jarno Trulli       | Lotus-Renault        | 1:28.752 |          |          | 19    |
| 21                    | 23    | Daniel Ricciardo   | HRT-Cosworth         | 1:30.216 |          |          | 22    |
| 22                    | 22    | Narain Karthikeyan | HRT-Cosworth         | 1:30.238 |          |          | 23    |
| 23                    | 25    | Jérôme d'Ambrosio  | Virgin-Cosworth      | 1:30.866 |          |          | 21    |
| Limit 107 %: 1:32.222 |       |                    |                      |          |          |          |       |
| 24                    | 24    | Timo Glock         | Virgin-Cosworth      | 1:34.046 |          |          | 24    |

### Závod
| Pořadí | Číslo | Jezdec             | Tým                  | Kola | Čas/odstoupení  | Start | Body |
| ------ | ----- | ------------------ | -------------------- | ---- | --------------- | ----- | ---- |
| 1      | 1     | Sebastian Vettel   | Red Bull-Renault     | 60   | 1:30:35.002     | 1     | 25   |
| 2      | 4     | Jenson Button      | McLaren-Mercedes     | 60   | +8.433          | 4     | 18   |
| 3      | 5     | Fernando Alonso    | Ferrari              | 60   | +24.301         | 3     | 15   |
| 4      | 2     | Mark Webber        | Red Bull-Renault     | 60   | +25.529         | 2     | 12   |
| 5      | 7     | Michael Schumacher | Mercedes             | 60   | +1:05.421       | 11    | 10   |
| 6      | 8     | Nico Rosberg       | Mercedes             | 60   | +1:06.851       | 7     | 8    |
| 7      | 3     | Lewis Hamilton     | McLaren-Mercedes     | 60   | +1:24.183       | 5     | 6    |
| 8      | 19    | Jaime Alguersuari  | Toro Rosso-Ferrari   | 59   | +1 kolo         | 10    | 4    |
| 9      | 14    | Adrian Sutil       | Force India-Mercedes | 59   | +1 kolo         | 8     | 2    |
| 10     | 17    | Sergio Pérez       | Sauber-Ferrari       | 59   | +1 kolo         | 20    | 1    |
| 11     | 10    | Vitalij Petrov     | Renault              | 59   | +1 kolo         | 16    |      |
| 12     | 9     | Bruno Senna        | Renault              | 59   | +1 kolo         | 14    |      |
| 13     | 15    | Paul di Resta      | Force India-Mercedes | 59   | +1 kolo         | 12    |      |
| 14     | 20    | Heikki Kovalainen  | Lotus-Renault        | 58   | +2 kola         | 18    |      |
| 15     | 11    | Rubens Barrichello | Williams-Cosworth    | 58   | +2 kola         | 15    |      |
| 16     | 25    | Jérôme d'Ambrosio  | Virgin-Cosworth      | 57   | +3 kola         | 21    |      |
| 17     | 22    | Narain Karthikeyan | HRT-Cosworth         | 57   | +3 kola         | 24    |      |
| 18     | 23    | Daniel Ricciardo   | HRT-Cosworth         | 57   | +3 kola         | 23    |      |
| 19     | 21    | Jarno Trulli       | Lotus-Cosworth       | 55   | +5 kol          | 19    |      |
| Ret    | 6     | Felipe Massa       | Ferrari              | 32   | Zavěšení        | 6     |      |
| Ret    | 18    | Sébastien Buemi    | Toro Rosso-Ferrari   | 24   | Motor           | 9     |      |
| Ret    | 12    | Pastor Maldonado   | Williams-Cosworth    | 12   | Převodovka      | 13    |      |
| Ret    | 24    | Timo Glock         | Virgin-Cosworth      | 2    | Následky kolize | 22    |      |
| Ret    | 16    | Kamui Kobajaši     | Sauber-Ferrari       | 0    | Kolize          | 17    |      |

## Průběžné pořadí šampionátu
Pohár jezdců
| Pořadí | Jezdec           | Body |
| ------ | ---------------- | ---- |
| 1      | Sebastian Vettel | 374  |
| 2      | Jenson Button    | 240  |
| 3      | Fernando Alonso  | 227  |
| 4      | Mark Webber      | 221  |
| 5      | Lewis Hamilton   | 202  |

Pohár konstruktérů
| Pořadí | Tým              | Body |
| ------ | ---------------- | ---- |
| 1      | Red Bull-Renault | 595  |
| 2      | McLaren-Mercedes | 442  |
| 3      | Ferrari          | 325  |
| 4      | Mercedes         | 145  |
| 5      | Renault          | 72   |